# Рюсуке Хамаґучі
Рюсуке Хамаґучі (濱口 竜介; народився 16 грудня 1978) — японський режисер та сценарист. Випускник Токійського університету та Токійського університету мистецтв. Він почав ставати популярним на батьківщині з фільмом «Пристрасть» (2008).
Хамаґучі спочатку отримав міжнародне визнання з фільмом «Щаслива година» (2015) та продовжив набирати популярність з «Асако 1 і 2» (2018). У 2021 світ побачив два фільми Хамаґучі: «Випадковість і здогадка» і «Сядь за кермо моєї машини». За останній він був двічі номінований на «Оскар» у категоріях «Найкраща режисура» та «Найкращий сценарій-адаптація». Він третій японський режисер, хто був номінований на «Оскар» за «Найкращу режисуру».

## Кар'єра
Після завершення Токійського університету Хамаґучі працював у комерційній кіноіндустрії протягом декількох років перед тим, як вступив до Токійського університету мистецтв, де вчився з Кійоші Куросавою. Його випускний фільм «Пристрасть» був обраний змагатися на Tokyo Filmex у 2008.
З Ко Сакаєм він створив документальний фільм із 3 частин про тих, хто вижив після Великого тохокуського землетрусу. Частина «Voices from the Waves» була обрана змагатися на Міжнародному фестивалі документального кіно в Ямагаті у 2013. Частина «Storytellers» виграла the Sky Perfect IDEHA Prize.
Роботу над своїм наступним фільмом «Щаслива година» Хамаґучі розпочав, коли був артистом у резиденції KIITO Design and Creative Center Kobe у 2013. Фільм був результатом майстер-класу з акторської імпровізації, що режисер проводив для аматорів. До гуртка приєдналась велика кількість людей, задіяних у фільмі. 4 головні акторки виграли нагороду за їхню гру, та фільм отримав особливу згадку за свій сценарій на Міжнародному кінофестивалі в Локарно у 2015. Хамаґучі також був нагороджений на Japan Movie Critic Awards у 2016. У цьому ж році він отримав нагороду за «найкращого новачка» на Agency for Cultural Affairs’ Geijutsu Sensho Awards.
«Асако 1 і 2» був обраний змагатися за «Золоту пальмову гілку» на Каннському кінофестивалі у 2018.
У 2021 Хамаґучі виграв «Срібного ведмедя» на Берлінському міжнародному кінофестивалі за свій фільм «Випадковість і здогадка». У цьому ж році його «Сядь за кермо моєї машини» здобув нагороди за «Найкращий фільм» від таких організацій: Спільнота кінокритиків Нью-Йорка, Спілка кінокритиків Бостона, Асоціація кінокритиків Лос-Анджелеса. Також здобув нагороду за «Найкращий фільм іноземною мовою» на «Золотому глобусі». Хамаґучі був номінований на «Оскар» за «Найкращу режисеру» та «Найкращий сценарій-адаптацію» з фільмом «Сядь за кермо моєї машини».
У 2023 його фільм «Зла не існує» був нагороджений «Гран-прі журі» на Венеційському кінофестивалі.

## Вплив та стиль
Хамаґучі описує себе як «справжнього синефіла» і «закоханого в голлівудські фільми». Його натхненням були роботи Джона Кассаветіс.

### Цитати
- «У якомусь сенсі всі фільми — це вигадка та реальність водночас. Я маю досвід у створенні обох і вважаю, що не існує суто вигадки або суто реальності.»[7]
- «Актор грає напроти камери. Те, що записує камера, — це документування акторів, бо те, що вони роблять, трапляється лише один раз.»[7]
- (Щодо багатомовної постановки в «Сядь за кермо моєї машини») «У багатомовній постановці, звісно, вони не розуміють значення слів. Натомість мова тіла та тон голосу — це те, що є важливим у вираженні цих почуттів або емоційного стану відповідних акторів. Так стає легше фокусуватися та реагувати. Я дивлюся на це так, аби отримати простіший та сильніший перфоманс.»[8]
- (Щодо кінцівки «Сядь за кермо моєї машини») «Я колись говорив із фанатом «Сядь за кермо моєї машини», який сказав, що фільм був би ідеальним без тієї кінцівки. (Сміється) Що ж, я думаю, можливо, причина, чому я закінчив фільм так, — це зробити його трошки неідеальним.» «Щодо фінальної постановки п'єси в оплесках, якби я закінчив фільм на цьому моменті, глядачі, напевно, захотіли б зробити аплодисменти і це було б чудовим закінченням. Але, на мою думку, це не дуже задовільний кінець. Я хотів зробити щось руйнівне, аби залишити невеличку перерву.»[8]
- (Щодо кінцівки «Сядь за кермо моєї машини») «Я не маю планів створювати сиквел, але просто бавився з речами в кінці. Одна річ, яку я скажу, — це те, що назва фільму може дати вам підказку про те, як інтерпретувати кінцівку.»[8]

## Політичні погляди
У грудні 2023 року разом із 50 іншими режисерами Хамаґучі підписав відкритий лист, опублікований у «Ліберасьйон», вимагаючи припинити вогонь та вбивства жителів у зв'язку з вторгненням Ізраїля в Сектор Гази. Також у листі було заявлено про необхідність звільнення полонених та створення гуманітарного коридору в Газу для забезпечення гуманітарної допомоги.